# The Next Day (canción)
«The Next Day» es una canción del músico británico David Bowie, publicada en el álbum de estudio homónimo. La canción causó cierta controversia tras su lanzamiento como sencillo y el estreno de su videoclip, debido a la percepción de burla sobre el cristianismo, que algunos grupos católicos consideraron indecente. Fue publicado como disco de vinilo de 45" en una edición limitada. El sencillo alcanzó el puesto 179 en la lista británica UK Singles Chart.

## Videoclip
El videoclip de «The Next Day» hizo su debut el 8 de mayo de 2013. Fue dirigido por Floria Sigismondi, que también dirigió el videoclip del anterior sencillo, «The Stars (Are Out Tonight)», y contó con la participación de los actores británicos Gary Oldman y Marion Cotillard. El propio Bowie interpretó el papel de una figura mesiánica, mientras que Oldman interpreta a un obispo. El video muestra a Bowie tocando en un bar llamado The Decameron, una referencia al Decamerón de Giovanni Boccaccio, conocido también por su representación satírica de los clérigos. El video incluye también al personaje interpretado por Marion Cotillard, aparentemente una prostituta, sufriendo un estigma, con la representación detallada de la sangre brotando de sus heridas, mientras un sacerdote baila con ella. El video también muestra contenidos explícitos somo globos oculares servidos como alimento en una bandeja. Al final del videoclip, la prostituta aparece como una renacida chica inocente y con Bowie diciendo: "Gracias, Gary; gracias, Marion; gracias a todo el mundo", antes de desaparecer.

## Controversia
El videoclip ganó amplia atención después de suscitar una polémica al ser prohibido en YouTube dos horas después de su estreno debido a una "violación de los términos de servicio". Sin embargo, el video regresó a la web poco después de su eliminación con una restricción por edad. Un portavoz de YouTube afirmó: "Con el volumen masivo de videos en nuestro sitio, a veces hacemos la llamada equivocada. Cuando nuestra atención se centra en un video que ha sido eliminado por error, actuamos rápidamente para restablecerlo".
También provocó la crítica de varias organizaciones cristianas. William Anthony Donohue, líder de la Liga Católica para los Derechos Religiosos y Civiles, fue muy crítico con el video y con el cantante, calificando el primero como "un desastre" y al segundo como a "un señor bisexual y jubilado de Londres". George Carey, antiguo Arzobispo de Canterbury, también criticó la canción como "juvenil", instó a otros católicos a "elevarse por encima" y declaró dudar si Bowie tendría el valor de usar imaginería islámica.
Como reacción a la polémica y a las críticas de Donohue, la página web oficial de Bowie publicó una respuesta, titulada "The Next Day the day after". El escrito contiene una respuesta explícita a la representación de los "globos oculares servidos", que es reconocida como una referencia a Santa Lucía.

## Personal
- David Bowie: voz y guitarra acústica.
- David Torn: guitarra.
- Gerry Leonard: guitarra.
- Gail Ann Dorsey: bajo y coros.
- Tony Visconti: orquestación.
- Zachary Alford: batería.